# 테쿠데르

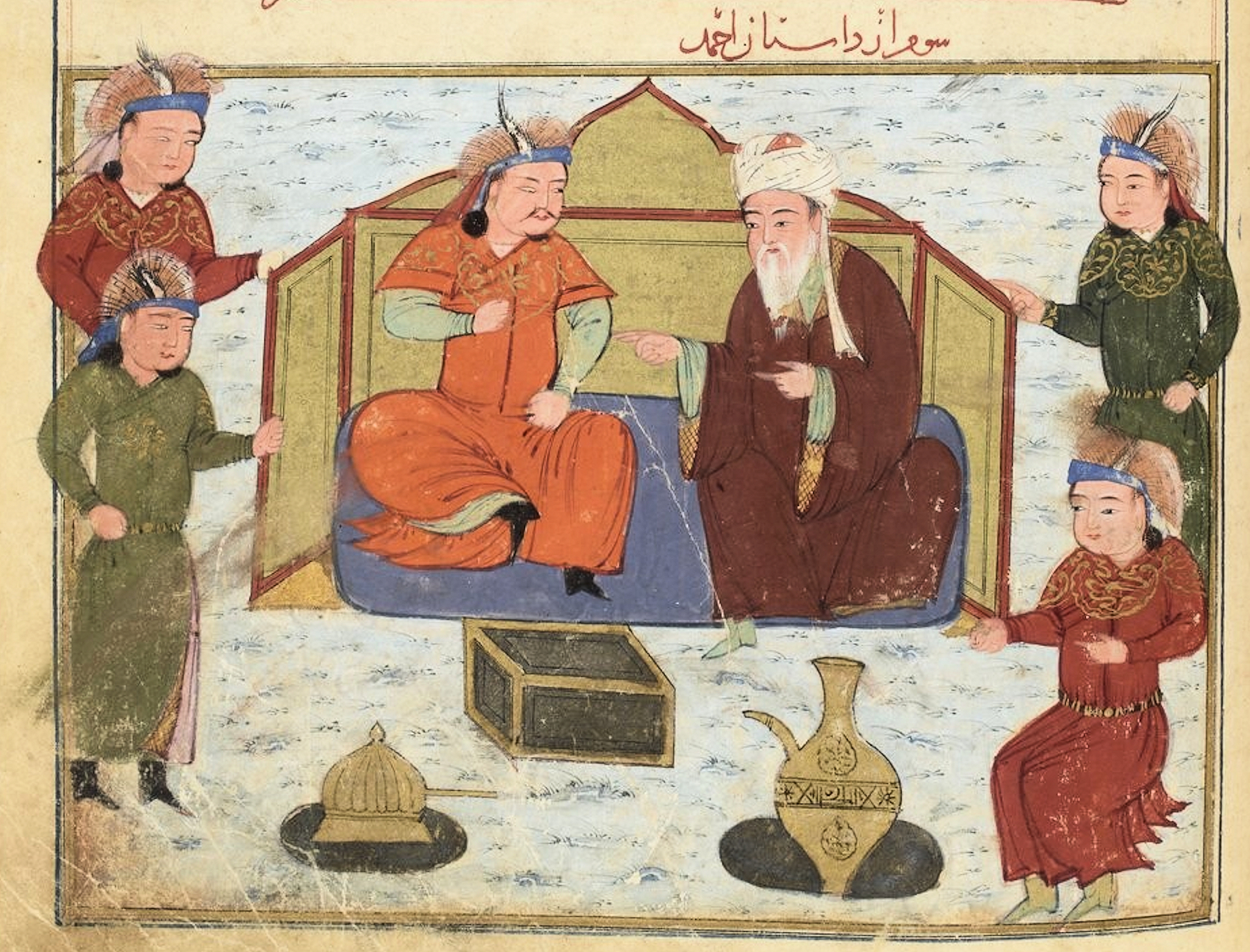

아흐메드 테쿠데르, 테구데르 또는 술탄 아흐메드 (Tekuder, ? - 1284년 8월 10일)은 일 한국의 제 3대 칸(술탄, 재위: 1282년 - 1284년)이다. 아버지는 훌레구이고 어머니는 쿠투이 카툰, 형제로는 이복 형제 아바카가 있다. 그는 결국 아르군 칸에 의해 계승되었다.
테쿠데르는 니콜라스 테쿠데르로 태어났는데 그는 크리스챤이었다. 그러나 테쿠데르는 이슬람으로 개종하고 이름을 아흐메드 테쿠데르로 바꾸었다.
테쿠테르가 1282년 즉위하였을 때 그는 일한국을 술탄국으로 바꾸었다. 테쿠데르는 정렬적으로 그의 새로운 믿음을 전파하고 그의 장교들도 그렇게 하도록 요구하였다. 그러나 그의 조카 아르군은 호라산 총독으로 불교도였다. 그리고 쿠빌라이 칸에게 도움을 구하였다. 그러나 쿠빌라이 칸은 노하였고 아르군 칸은 스스로 일 한국을 전복하여야 하였다.
테쿠데르는 마믈루크 술탄에게 편지를 보내고 평화를 기원하였다. 그의 이슬람 개종과 맘루크와의 좋은 결속은 몽골 귀족에게는 잘 알려져있지 않았다.
아르군은 회답을 받지 못하고 테쿠데르와의 전쟁을 선언하였다. 테쿠데르는 맘루크의 도움을 요구하였다. 그들은 테쿠데르와 완전히 협조하지 않았다. 단지 적은 군대로 테쿠데르는 아르군의 대군에 의해 격파되었다. 그는 결국 1284년 8월 10일 처형되었다.
| 전임 아바카 | 제3대 일한국의 칸 1282년-1284년 | 후임 아르군 칸 |